# Dickey Simpkins
Pour les articles homonymes, voir Simpkins.
LuBara Dixon "Dickey" Simpkins, né le 6 avril 1972 à Fort Washington dans le Maryland, est un joueur américain de basket-ball, surtout connu pour avoir fait partie de la grande équipe des Chicago Bulls dans les années 1990. Il mesure 2,06 m et joue au poste d'ailier fort.

## Biographie

### Carrière NBA
Intérieur de petite taille, Simpkins a commencé dans le Maryland au Friendly High School, avant de rejoindre la NCAA et les Providence Friars. En 1994, il est drafté par les Bulls de Chicago dès le premier tour (21e choix). Il arrive donc dans la franchise de l'Illinois où la concurrence à son poste est rude entre Luc Longley, Bill Wennington puis Dennis Rodman. Il dispose donc de peu de temps de jeu lors de ses premières saisons professionnelles. Il inscrira ainsi 513 points en 167 matchs sur 3 saisons avec les Bulls. Il remportera les titres NBA 1996 et 1997, bien que n'étant pas sur la liste des joueurs actifs lors des playoffs ces deux années. À l'automne 1997 il est échangé aux Warriors de Golden State contre Scott Burrell.
Mais, lorsqu'au cours de la saison les Warriors ne veulent plus de Simpkins, les Bulls décident de lui donner une seconde chance. Il se montre alors plus agressif, et obtient sa place dans l'équipe pour disputer ses premiers playoffs et ainsi gagner son troisième titre NBA. Après le lock-out de la saison 1998-1999, et les départs de Michael Jordan, Scottie Pippen, Dennis Rodman et Luc Longley, il obtient beaucoup plus de temps de jeu, et intègre même parfois le 5 majeur. Il termine la saison avec une moyenne de 9,1 points et 6,8 rebonds par matchs. L'année suivante, il jouera un record (personnel) de 1 651 minutes.

### Le globe-trotter
En septembre 2000, les Bulls engagent Brad Miller et de ce fait ne reconduisent pas le contrat de Simpkins. Il rejoint donc la Grèce, avant de revenir en NBA pour la saison 2001-2002 avec les Hawks d'Atlanta. Il ne disputera cependant qu'un seul match avec la franchise de Géorgie, finissant la saison entre la Grèce et la CBA.
À partir de 2002 il signe avec différents clubs du globe tout en gardant des liens avec la NBA en effectuant notamment des training camp avec les Bulls. Il joue alors en Russie, à Porto Rico, en Lituanie, en Espagne, aux Philippines, au Liban et enfin en Allemagne avec le GHP Bamberg.

## Équipes
- ? - 1990 :  Friendly High School
- 1990 - 1994 :  Providence Friars (NCAA-I)
- 1994 - 1997 :  Bulls de Chicago (NBA)
- 1997 - 1998 :  Warriors de Golden State (NBA) /  Bulls de Chicago (NBA)
- 1998 - 2000 :  Bulls de Chicago (NBA)
- 2000 - 2001 :  Makedonikós (ESAKE)
- 2001 - 2002 :  Hawks d'Atlanta (NBA) /  Maroussi Athènes (ESAKE) /  Rockford Lightning (CBA) /  Criollos de Caguas (BSN)
- 2002 - 2003 :  UNICS Kazan (Superligue)
- 2003 - 2004 :  Lietuvos rytas (LKL) /  Leones de Ponce / (BSN) /  CE Lleida Basquetbol (LEB)
- 2004 - 2005 :  Dakota Wizards (CBA) /  Alaska Aces (PBA) /   Capitanes de Arecibo (BSN)
- 2005 - 2006 :  Blue Stars (WASL) /   GHP Bamberg (Basketball-Bundesliga)

## Palmarès
- Champion NBA : 1996, 1997, 1998,